# Alba (Claude Lorrain)
Alba és un quadre pintat a l'oli entre 1646 i 1647 pel pintor Claude Lorrain. Les seves dimensions són 102,9×134cm i està situat en el Metropolitan Museum of Art de Nova York, Estats Units. L'obra va formar part de les exhibicions «Ralph's Exhibition of Pictures» de 1791 a Londres, «Winter Exhibition» de 1902 a Londres i «Earth, Sea and Sky: Nature in Western Art; Masterpieces from The Metropolitan Museum of Art» de 2012-2013 a Tòquio, entre d'altres.
Va ser pintat a Roma per encàrrec d'un client de Lió, segons va deixar anotat Claude Lorrain al seu Liber Veritatis. Igual que altres obres de l'artista, està inspirat pel paisatge de la Campagna i té l'horitzó lluminós característic del pintor, tot i que el mig terme està enfosquit.